# 이에바 라구나
이에바 라구나(Ieva Lagūna, 1990년 6월 6일 ~ )는 라트비아의 모델이다.